# Hachiwari

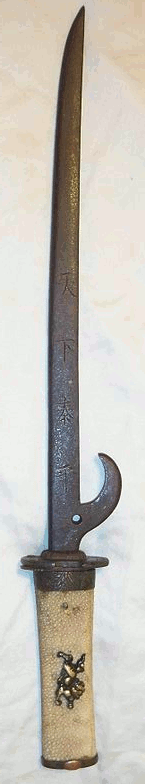
Hachiwari

L'hachiwari (鉢割? "spacca calotta"), noto anche come kabutowari (兜割? "spacca elmi"), era una sorta di stiletto, ("coltello-pugnale"), a sezione triangolare e a lama smussata usato in Giappone nel periodo feudale.
Lungo circa 30-35 cm (anche se alcune versioni più lunghe raggiungevano i 45 cm), era incurvato e presentava un uncino sul dorso, vicino alla base dell'impugnatura. In certi casi la fattura dell'hachiwari era così simile a quella di un tantō da essere considerato un vero e proprio coltello, piuttosto che un randello a lama smussata.

## Uso
Riguardo al suo utilizzo, si ritiene fosse del tutto simile a quello del jitte: portato al fianco come fosse un pugnale, in combattimento veniva solitamente usato insieme alla spada, impugnata nella mano destra, tenendolo nella mano sinistra con lo scopo di parare i colpi dell'arma avversaria e tentare, se possibile, di spezzarne la lama con l'uncino. In alternativa poteva essere usato per sfondare l'elmo o, come appare più probabile, per penetrare di punta negli interstizi dell'armatura dell'avversario.
Sembrano infatti più leggenda che altro i racconti di samurai che siano riusciti a rompere il kabuto di una O-yoroi con un hachiwari: il kabuto era costituito da numerose lamine di metallo, per lo più ferro, ribattute e inchiodate, che avrebbero richiesto un'enorme pressione per essere spaccate. D'altro canto, sembrerebbe probabile riuscire a deformare l'elmo o a staccarne un pezzo agganciandolo con l'uncino e facendo leva.
Armi simili erano conosciute anche in Europa, dove erano chiamate daghe mano sinistra o rompispade. Tuttavia, anche se la funzione e il modo di usarle erano in pratica gli stessi, la loro forma era molto diversa da quella dell'hachiwari: esse erano grossi coltelli a doppio filo in cui una o anche tutte e due le lame erano "a pettine" così che, parando la lama avversaria, era possibile bloccarla tra i denti e, mediante una torsione, tentare di disarmare l'avversario o addirittura di spezzarne l'arma.
Sembra che Munisai Shinmen, padre di Musashi Miyamoto, fosse un maestro nell'uso del kabutowari al punto di ricevere i complimenti dello shōgun Ashikaga per la sua abilità.

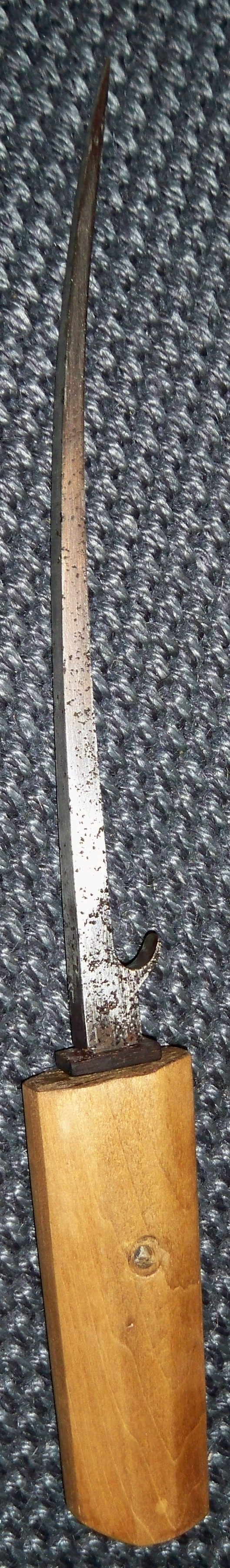
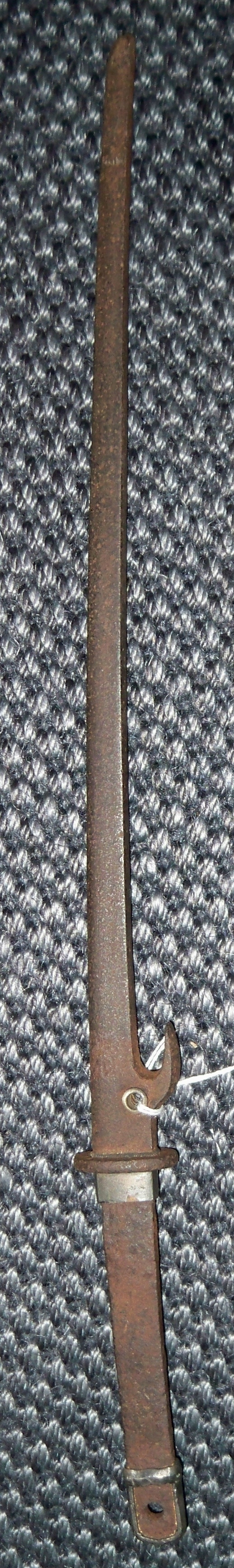
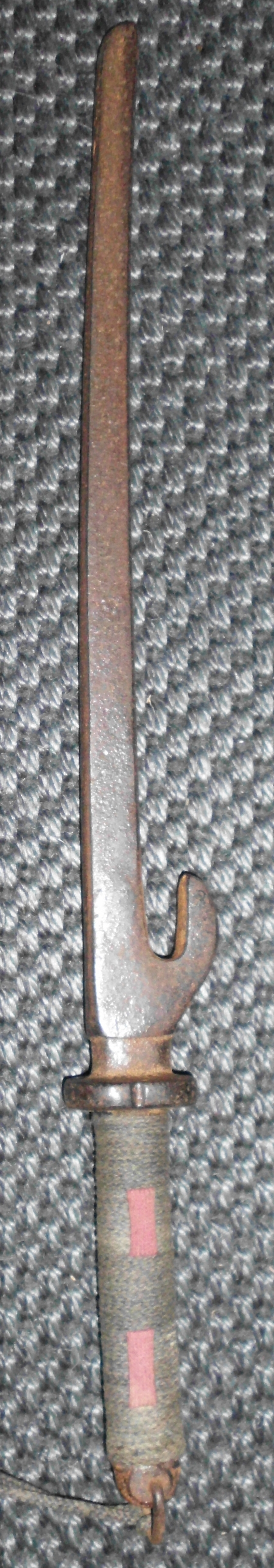
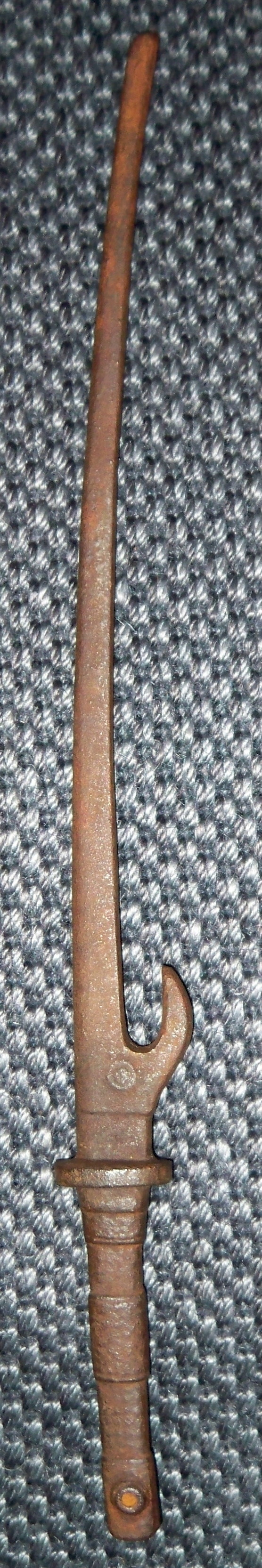

## L'hachiwari oggi
Al giorno d'oggi non si conoscono discipline di arti marziali specifiche per l'uso dell'hachiwari, tuttavia alcune scuole di Bujinkan ne prevedono l'insegnamento come estensione del jittejutsu. Per questo, è ancora possibile trovare hachiwari in alcuni piccoli negozi di armi giapponesi.